# Jean-Baptiste Nguyễn Bá Tòng
Jean-Baptiste Nguyễn Bá Tòng (1868-1949) est un évêque indochinois du diocèse de Phát Diêm ordonné en 1933. Sa nomination constitue une importante évolution dans l'histoire du catholicisme vietnamien car il s'agit du premier évêque viêt ordonné en Indochine française. 